# Elaphoglossum tectum
Elaphoglossum tectum là một loài thực vật có mạch trong họ Lomariopsidaceae. Loài này được (Humb. & Bonpl. ex Willd.) T. Moore mô tả khoa học đầu tiên năm 1857.